# Eizo Yuguchi
Eizo Yuguchi (4. juli 1945 - 2. februar 2003) var en japansk fodboldspiller.

## Japans fodboldlandshold
| Japans landshold | Japans landshold | Japans landshold |
| År               | Kmp              | Mål              |
| ---------------- | ---------------- | ---------------- |
| 1969             | 1                | 0                |
| 1970             | 4                | 1                |
| Total            | 5                | 1                |